# Serie Irving-Williams
La serie Irving-Williams se refiere a las estabilidades relativas de los complejos formados por metales de transición. En 1953, Harry Irving y Robert Williams observaron que la estabilidad de los complejos formados por los iones de metales de transición divalentes de la primera fila generalmente aumenta a lo largo del período hasta una estabilidad máxima en el cobre: Mn (II) <Fe (II) <Co (II) <Ni (II) <Cu (II)> Zn (II).
Específicamente, la serie Irving-Williams se refiere al intercambio de ligandos de agua (H2O) por cualquier otro ligando (L) dentro de un complejo metálico. En otras palabras, la serie Irving-Williams es casi exclusivamente independiente de la naturaleza del ligando entrante, L. 
La aplicación principal de la serie es sugerir empíricamente un orden de estabilidad dentro de los complejos de metales de transición de la primera fila (donde el metal de transición se encuentra en el estado de oxidación II). 
Otra aplicación de la serie Irving-Williams es usarla como una "regla" de correlación al comparar la primera constante de estabilidad para la sustitución del agua en el ion acuoso por un ligando. (RB Martin, J. Chem. Educ. 1987, 64 , 402) 

## Explicación
Tres explicaciones se utilizan con frecuencia para explicar la serie: 
1. Se espera que el radio iónico disminuya regularmente de Mn (II) a Zn (II).  Esta es la tendencia periódica normal y explicaría el aumento general de la estabilidad.
2. La Energía de Estabilización del Campo de Cristal (CFSE) aumenta de cero para Mn (II) a un máximo en Ni (II).  Esto hace que los complejos sean cada vez más estables.  CFSE para Zn (II) es cero.
3. Aunque la CFSE de Cu (II) es menor que la de Ni (II), los complejos octaédricos de Cu (II) están sujetos al efecto Jahn-Teller , que proporciona estabilidad adicional a los complejos octaédricos de Cu (II).

Sin embargo, ninguna de las explicaciones anteriores puede explicar satisfactoriamente el éxito de la serie Irving-Williams en la predicción de las estabilidades relativas de los complejos de metales de transición.  Un estudio reciente de complejos de metal-tiolato indica que una interacción entre las contribuciones covalentes y electrostáticas en las energías de unión metal-ligando podría dar lugar a la serie de Irving-Williams.
Algunos valores reales de CFSE para complejos octaédricos de metales de transición de la primera fila (∆oct) son 0.4Δ (4 Dq) para el hierro, 0.8Δ (8 Dq) para el cobalto y 1.2Δ (12 Dq) para el níquel. Cuando las constantes de estabilidad se ajustan cuantitativamente para estos valores, siguen la tendencia que se predice, en ausencia de efectos de campo cristalino, entre el manganeso y el zinc. Este fue un factor importante que contribuyó a la aceptación de la teoría del campo cristalino, la primera teoría que explica con éxito las propiedades termodinámicas, espectroscópicas y magnéticas de los complejos de iones de metales de transición y precursora de la teoría del campo del ligando.